# قطعنامه ۱۶۶۶ شورای امنیت
قطعنامه ۱۶۶۶ شورای امنیت سازمان ملل متحد که در تاریخ ۳۱ مارس ۲۰۰۶ تصویب شد، سندی بین‌المللی دربارهٔ بررسی وضعیت گرجستان است. این قطعنامه طی نشست ۵۴۰۵ام با ۱۵ رای موافق، ۰ مخالف و ۰ ممتنع تصویب شد.